# 成都的轨道交通系统
成都的轨道交通系统为在四川省成都市运行的所有城市轨道交通线路，主要由以下几部分组成： 
- 高运量铁路系统，包括成都地铁[2]、成都市域铁路等；

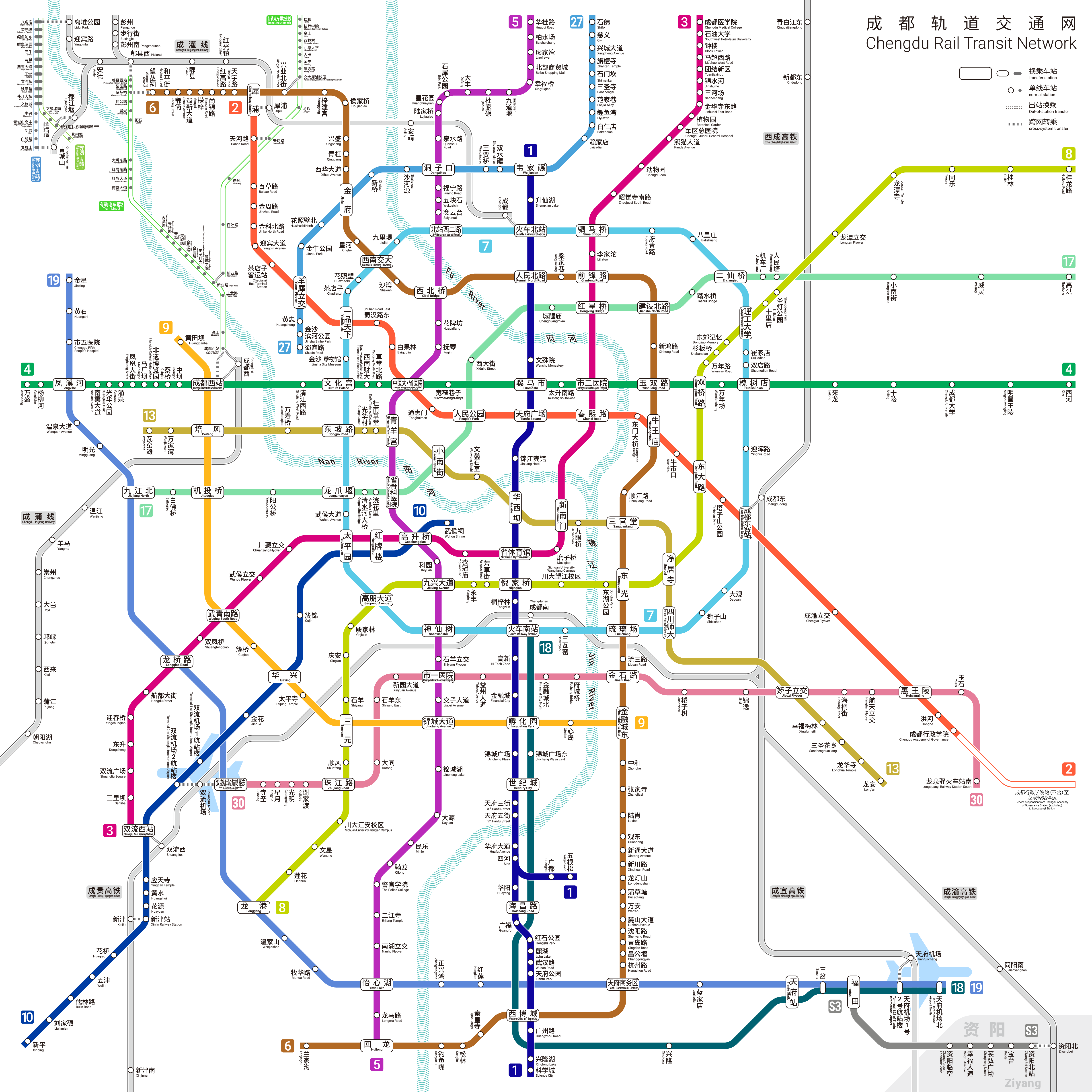
成都的轨道交通网

- 中低运量铁路系统，现有成都有轨电车。

## 高运量铁路系统

### 成都地铁
成都地铁开通于2010年9月27日，向成都的11个市辖区（青白江区除外）和代管的简阳市提供旅客运输服务。现有12条线路，总长约519公里，均为地铁制式，由成都轨道交通集团有限公司运营。票价按里程分段计算，起步价2元（使用天府通可享9折优惠，天府通学生卡可享半价优惠）；除使用各种交通卡以外，也可使用多种手机程序支付码扫码过闸乘车。

### 成都市域铁路

成都市域铁路线路图

成都市域铁路目前包括成灌铁路（成灌线）和成蒲铁路（成蒲线）两部分，均由成都市域铁路有限责任公司运营。

#### 成灌线
开通于2010年5月12日，起自成都站，止于青城山站，全长约66公里，现有9座车站投入运营。另有两条支线，其中离堆支线长约6公里，现有两座车站投入运营；彭州支线长约21公里，有两座车站投入运营。根据乘坐里程，成灌线票价分为3档，20公里内票价5元，20－50公里10元，50公里以上15元。乘客可使用铁路e卡通、天府通等乘坐。乘客可在成灌线成都站转乘地铁1号线和7号线（转乘地铁站：火车北站），在犀浦站同站台转乘地铁2号线，在郫县西站与有轨电车蓉2号线转乘。 

#### 成蒲线
开通于2018年12月28日，起自成都西站，止于朝阳湖站，全长约98公里，现有9座车站投入运营。成蒲线二等座按照0.37元/公里定价，成都西站至温江站约12分钟，二等座票价7元；至朝阳湖站约50分钟，二等座票价36元。

### 四川山地轨道交通
四川山地轨道交通部分线路及车站位于成都市境内。

#### 都江堰四姑娘山线
建设中，预计都江堰至卧龙段2025年开通，卧龙至四姑娘山段2026年开通。线路起于成都市都江堰市，终于阿坝藏族羌族自治州小金县四姑娘山镇，全长123.2公里，设站12座，其中都江堰市境内5座，串联起都江堰水利工程、卧龙自然保护区、四姑娘山等众多风景区。2020年9月，开工建设。

## 中低运量铁路系统
2023年8月24日至9月23日，成都市规划和自然资源局公示《成都市低运量轨道交通线网规划（2022—2035年）方案》，对低运量线路统一编号：成都有轨电车蓉2号线为“L2线”；都江堰M-TR旅游客运专线为“L7线”；大邑县悬挂式单轨为“L9线”；其余线路未修建。

### 成都有轨电车
成都有轨电车现有蓉2号线，全长约39公里，分为主线和支线。主线起自成都西站，止于郫县西站；支线起自新业路站，止于仁和站。相对的车站间不互通；主线和支线不贯通，在新业路站换乘，须出站并重新计费。线路单一票价为2元，可用天府通卡或手机支付码等方式支付。
另有都江堰M-TR旅游客运专线于2024年5月15日开通运营。

### 大邑县悬挂式单轨
建设中，开通日期未定。线路位于成都市大邑县境内，全长约11.316km，主要沿斜江河走行。设4座车站其中1座换乘站（大邑站，与成蒲铁路及规划成都市域铁路S8线换乘），均采用高架敷设。